# Нарочний

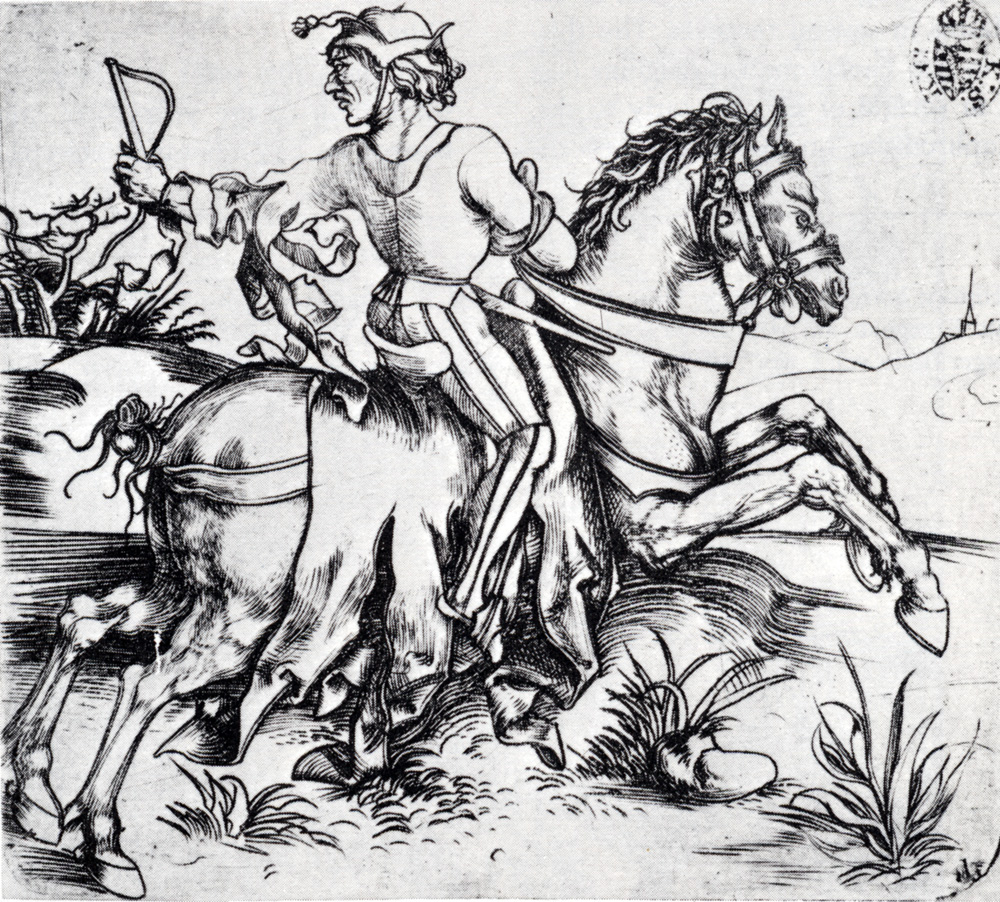
Великий посланець (Дюрер, 1495)

Нарочний (від д.-рус. нарочно, нарочний, нарочен — навмисний, невипадковий, спеціальний) — у XV — ХІХ століттях — посланець з терміновим дорученням, донесенням, повідомленням, гонець, кур'єр.
У давні часи нарочним називали людину, яку терміново посилали доставити якийсь важливий лист або усне повідомлення. Нарочний здебільшого виконував особливо важливі, конфіденційні завдання, що мали особистий або секретний характер.
За часів держави Війська Запорозького інститут нарочних виконував функції пошти. Перші відомості про листування, з яким відсилали т. зв. нарочних, відносяться до XVII ст.: гетьмани України в такий спосіб спілкувалися як на міжнародному рівні — з володарями сусідніх держав, так і в межах Гетьманської України — з козацькою старшиною і духовенством.
| Хмельницький, відпровадивши з Чигрина до Запорозької Січі вищезгаданих запорожців, послав із ними туди ж і нарочного свого посланця зі своїм листом до кошового отамана і всього війська.[2] |
Дослідниця козацтва О. М. Апанович характеризувала як зразкову систему дипломатичну пошту, що існувала при Богдані Хмельницькому, який мав точні свідоцтва про події в Польщі, Криму, Туреччині, Молдовії і Валахії, про положення справ у західноєвропейських країнах — Швеції, Німеччині, Австрії, Італії, Венеції та ін.
У період інтенсивного листування з царем Олексієм Михайловичем гінці з листами від Богдана Хмельницького слідували маршрутом Чигирин — Крилов — Черкаси — Переяслав — Баришівка — Ніжин — Путивль.
У XIX — початку XX століття нарочними називали поштових службовців в Російській імперії, які виконували за посадою важкі або нестандартні доручення. Наприклад, поштовий нарочний приносив термінові депеші або телеграми в місця, віддалені від поштово-телеграфних контор або важкодоступні. Також на них покладалися особливі доручення за виняткових або надзвичайних обставин, таких як погодні катаклізми або селянські бунти.
У радянські часи особлива посада нарочного не втратила свого первісного значення й була включена в посадовий реєстр, поряд з кур'єрами. Формалізований у безлічі нормативних документів, нарочний виконував обов'язки «кур'єра з особливих доручень» або «кур'єра при органі особливої важливості». Такий спосіб доставки називали «нарочним способом».